# Claire Nihoul-Fékété
Pour les articles homonymes, voir Nihoul.
Claire Nihoul-Fékété, née le 26 mai 1939 à Uccle (Belgique), est une chirurgienne pédiatrique française. Elle est la première professeure française de chirurgie pédiatrique et spécialiste en chirurgie intersexe.

## Biographie
Claire Nihoul-Feketé est fille d’une enseignante et d’un ingénieur.
Elle est reçue au concours de l’externat des hôpitaux de Paris en 1958, puis au concours de l'internat en 1961. Elle choisit de devenir chirurgienne et a un poste de chirurgienne assistante en 1966. Elle est la première professeure française de chirurgie pédiatrique en 1971 et exerce à l'hôpital Necker-Enfants Malades. Elle devient cheffe du Service de chirurgie pédiatrique viscérale à l'hôpital Necker. Elle est reconnue pour son expertise en chirurgie intersexe,.
Elle fait partie du groupe de travail qui aboutira à la creation de la loi relative aux droits des malades et à la fin de vie.
Elle est membre du Comité consultatif national d'éthique pour les sciences de la vie et de la santé de 1994 à 1999.
Elle travaille avec François Bayrou sur les questions liées à la santé pour sa candidature à l'élection présidentielle de 2007.

## Distinctions
- Officier de la Légion d'honneur[9]
- Chevalier de l'ordre national du Mérite[4]